# Doktor přírodních věd
Doktor přírodních věd (z lat. rerum naturalium doctor, ve zkratce RNDr. před jménem; doslovně »doktor „věcí“ přírodních«) je akademický titul udělovaný v oblasti přírodních věd. Udělován je převážně na přírodovědeckých fakultách některých z českých a slovenských vysokých škol. Podmínkou k jeho obdržení je již získaný titul magistr (Mgr.) a složení rigorózní zkoušky ze zvoleného vědního oboru, jejíž součástí je i obhájení rigorózní práce. Dnes se jedná o fakultativní zkoušku zpravidla spojenou s poplatky.
Titul ve zkratce RNDr. však není výsledkem doktorského studia (doktor – Ph.D., 8 v ISCED, doctor's degree), jedná se stále o magisterský stupeň vysokoškolské kvalifikace (jako magistr, 7 v ISCED, master's degree), přičemž případné doktorské studium, tzv. velký doktorát, je dosahován dalším, většinou čtyřletým studiem v doktorském studijním programu.
Pokud to umožňuje vnitřní předpis školy, resp. příslušný rigorózní řád, může nositel titulu magistr (Mgr.) případně požádat o to, aby mu byla stejná předložená magisterská (diplomová) práce rovněž uznána i jako rigorózní práce. Rigorózum je ovšem v těchto případech v Česku finančně podmíněno – poplatky s tímto spojené jsou pak příjmem dané vysoké školy. Rovněž absolvent příslušného doktorského studijního programu, pokud to umožňují příslušné vnitřní předpisy, může případně požádat o uznání své disertační práce jako práce rigorózní, podrobnosti většinou upravuje pokyn rektora, pokyn děkana atp.

## Historie

### Do roku 1953
Vznik titulu souvisí s oddělením přírodovědeckých fakult od fakult filozofických, k čemuž v Československu došlo v roce 1920. Do té doby byl absolventům přírodovědných studií na filozofických fakultách přiznáván po úspěšném složení přísných zkoušek titul doktora filosofie. Kdo chtěl poté získat doktorát věd přírodních, musel obhájit vědeckou rozpravu (disertaci) z přírodovědného oboru a vykonat dvě přísné zkoušky (rigorosa), jednu z oboru disertace a druhou z filosofie biologických nebo exaktních věd či z jiného přírodovědného oboru. Tím mělo být ověřeno, že je kandidát doktorství způsobilý vědecky bádat. Hodnocení bylo obstál s vyznamenáním, obstál, nebo neobstál, přičemž zkoušky mohly být opakovány nejvýše dvakrát. Úspěšný kandidát pak byl promován doktorem přírodních věd. Před dokončením procesu směřujícího k udělení doktorátu někteří adepti používali neoficiální titul RNC. – rerum naturalium candidatus., podobně jako v lékařství MUC., právu JUC. nebo inženýrství IngC.

### Po roce 1953
Po reformě vysokoškolského studia z roku 1950 už nebyly od roku 1953 akademické tituly udělovány (pouze tzv. profesní označení) a návrat titulu doktora přírodních věd tak znamenal až další zákon o vysokých školách z roku 1966 (dle zákona doktor přírodovědy). Tehdy už ale nešlo o nejvyšší akademicko-vědecké ocenění, protože již byly zavedeny po sovětském vzoru tzv. vědecké hodnosti (CSc. a DrSc.). Titul RNDr. (dle zákona doktor přírododních věd) nicméně opět nebyl automaticky udělován po absolvování přírodovědného studia na vysoké škole, ale mohl být udělen pouze pokud absolvent opět obhájil písemnou práci a úspěšně složil rigorózní zkoušku ze zvoleného přírodovědného oboru a z jeho širšího vědního základu.

### Po roce 1990
Po roce 1989 byl novým vysokoškolským zákonem z roku 1990 akademický titul RNDr., tak jako ostatní fakultativní malé doktoráty, zrušen, resp. přestal být udělován. Místo toho byl po absolvování školy udělován titul magistra, obdobně jako v jiných zemích, kde jsou podmínky pro získání doktorátu obtížnější. Boloňský proces pak sjednotil evropské vysokoškolské vzdělávání. Pro nesouhlas s tímto stavem byl od přijetí nového vysokoškolského zákona v roce 1998, tento titul opět udělován, a to nyní po dodatečné a zpoplatněné rigorózní zkoušce – jeho udělení tak nepředchází žádné další formální studium. Tento stav, kdy se uděluje jak RNDr. (doktor přírodních věd), tak Mgr. (magistr), přičemž oba označují de facto stejnou kvalifikaci (magisterskou úroveň, 7 v ISCED, master's degree), však bývá předmětem kritiky.
Vyšší kvalifikaci (8 v ISCED, doctor's degree) vhodnou primárně pro vědeckou činnost je pak možno od roku 1998 dosáhnout dalším 3-4letým studiem v doktorském studijním programu (doktor – Ph.D.), přičemž mezi lety 1990-1998 se jednalo o tzv. „postgraduální studium“ (doktor – Dr.) a v předchozím období (od roku 1953) se pak jednalo o tzv. „vědeckou aspiranturu“ (kandidát věd – CSc.).